# 奚姓
奚姓是一個漢字姓氏，在《百家姓》中排名第45位。
2023年中華民國內政部姓名統計分析 （页面存档备份，存于）中，奚姓在台灣排名第296名，共620人。

## 起源
一 ：「奚」出自「任」姓。據《姓源》載，夏朝奚仲任車正（掌管馬車的官），原職於薛（山東滕縣）後遷於邳（山東微山），其後代以「奚」為氏。
二 ：為鮮卑複姓所改。據《魏書·官氏誌》所載，南北朝時，北魏有代北複姓「薄奚氏」、“达奚氏”等，孝文漢化後，定居中原，代為漢姓「奚」氏。
三：中國的少數民族西姓，許多人漢化以後，改奚姓、習姓。

## 郡望
- 河南郡

## 延伸阅读
《百家姓》
 《欽定古今圖書集成·明倫彙編·氏族典·奚姓部》，出自陈梦雷《古今圖書集成》| 小作品圖示 | 这是一篇与姓氏相关的小作品。您可以编辑或修订扩充其内容。 |